# Він був не один
«Він був не один» — радянський художній фільм про Велику Вітчизняну війну, знятий в 1969 році режисером  Загідом Сабітовим.

## Сюжет
Дія фільму відбувається в останні місяці Великої Вітчизняної війни, на півночі Скандинавії, де німецькі війська ще намагаються втримати свій останній рубіж. Саме сюди у зв'язку з обставинами потрапляє узбек Акбар Ібрагімов, льотчик-штурман. Його літак був збитий в повітряному бою. Ібрагімов вступає до лав учасників Опору. Незабаром йому вдається видати себе за німецького офіцера, пробратися на німецький підводний човен і пізніше доповідати через радіоапаратуру про секретні бази противника…

## У ролях
- Шухрат Іргашев —  Акбар Ібрагімов, льотчик-штурман, він же капітан Хеменес
- Рудольф Аллаберт —  Штюрмер
- Георгій Шевцов —  фон Шернер, капітан підводного човна
- Михайло Погоржельский —  російський рибалка
- Клен Протасов —  російський рибалка
- Олев Ескола —  «Адмірал»
- Маїрі Раус —  Генінг
- Олег Глінка —  капітан німецького підводного човна
- Яніс Грантіньш — епізод
- Володимир Прохоров — епізод
- Владислав Стржельчик —  капітан риболовецької шхуни, росіянин
- Велта Ліне —  вдова капітана, на квартирі якої зупинився Ібрагімов
- Казимир Шишкін — епізод

## Знімальна група
- Автори сценарію:  Ігор Луковський,  Загід Сабітов
- Режисер:  Загід Сабітов
- Оператор:  Леонід Травицький
- Художник:  Валентин Синиченко
- Композитор:  Альберт Малахов